# Кувечицька сільська рада
Куве́чицька сільська́ ра́да — орган місцевого самоврядування у Чернігівському районі Чернігівської області. Адміністративний центр — село Кувечичі.

## Загальні відомості
Кувечицька сільська рада утворена в 1990 році.
- Територія ради: 28,511 км²
- Населення ради: 623 особи (станом на 2001 рік)

## Населені пункти
Сільській раді підпорядковані населені пункти:
- с. Кувечичі

## Склад ради
Рада складається з 12 депутатів та голови.
- Голова ради:
- Секретар ради: Пидан Наталія Василівна

### Керівний склад попередніх скликань
| ПІБ                        | Основні відомості                                                                           | Дата обрання | Дата звільнення |
| -------------------------- | ------------------------------------------------------------------------------------------- | ------------ | --------------- |
| Голець Віталій Антонович   | Сільський голова, 1952 року народження, член Соціалістичної партії України                  | 26.03.2006   | 31.10.2010      |
| Кулиба Валентина Яковлівна | Сільський голова, 1960 року народження, освіта вища, Всеукраїнське об'єднання «Батьківщина» | 31.10.2010   | 27.01.2015      |

Примітка: таблиця складена за даними джерела

### Депутати
За результатами місцевих виборів 2010 року депутатами ради стали:

#### За суб'єктами висування
| Суб'єкт висування                                       | Кількість обраних депутатів | %    |
| ------------------------------------------------------- | --------------------------- | ---- |
| Самовисування                                           | 8                           | 66,7 |
| Партія регіонів                                         | 3                           | 25   |
| Політична партія Всеукраїнське об'єднання «Батьківщина» | 1                           | 8,3  |

#### За округами
| № округу                                                | Прізвище, ім'я, по батькові    | Дата визнання обраним | Освіта             | Партійна приналежність             | Відомості про обраного депутата                      |
| ------------------------------------------------------- | ------------------------------ | --------------------- | ------------------ | ---------------------------------- | ---------------------------------------------------- |
| Партія регіонів                                         |                                |                       |                    |                                    |                                                      |
| 5                                                       | Ткаченко Михайло Васильович    | 03.11.2010            | середня спеціальна | член Партії регіонів               | СВК «Полісся», головний інженер                      |
| 6                                                       | Пидан Наталія Василівна        | 03.11.2010            | середня спеціальна | член Партії регіонів               | СВК «Полісся», заступник бухгалтера                  |
| 12                                                      | Баганець Євгеній Васильович    | 03.11.2010            | середня            | член Партії регіонів               | СВК «Полісся», тракторист                            |
| Політична партія Всеукраїнське об'єднання «Батьківщина» |                                |                       |                    |                                    |                                                      |
| 1                                                       | Томаш Тетяна Григорівна        | 03.11.2010            | середня            | позапартійна                       | СВК «Полісся», оператор машинного доїння             |
| Самовисування                                           |                                |                       |                    |                                    |                                                      |
| 2                                                       | Касьян Микола Михайлович       | 03.11.2010            | середня            | позапартійний                      | СВК «Полісся», тракторист                            |
| 3                                                       | Бендик Віктор Миколайович      | 03.11.2010            | середня            | позапартійний                      | СВК «Полісся», водій                                 |
| 4                                                       | Приходько Олександр Іванович   | 03.11.2010            | середня спеціальна | член Соціалістичної партії України | СВК «Полісся», головний агроном                      |
| 7                                                       | Аношенко Ірина Анатоліївна     | 03.11.2010            | середня спеціальна | член Соціалістичної партії України | Кувечицький фельдшерсько-акушерський пункт, фельдшер |
| 8                                                       | Ващенко Тамара Миколаївна      | 03.11.2010            | середня спеціальна | позапартійна                       | СВК «Полісся», головний зоотехнік                    |
| 9                                                       | Зубашевський Петро Миколайович | 03.11.2010            | середня спеціальна | член Соціалістичної партії України | пенсіонер                                            |
| 10                                                      | Шестак Любов Іванівна          | 03.11.2010            | вища               | член Соціалістичної партії України | Кувечицька сільська рада, секретар                   |
| 11                                                      | Купрієнко Ольга Володимирівна  | 03.11.2010            | середня спеціальна | позапартійна                       | СВК «Полісся», технік-будівельник                    |